# Kemmlitzbach
Der Kemmlitzbach, auch Kemmlitz oder volkstümlich Kaamlts (von slawisch kamen für Stein), ist ein sieben Kilometer langer Bach, der die Dörfer Burkersdorf, Schlegel und Hirschfelde durchfließt. Er entspringt am Westhang des Buchberges im Oberwald, durchfließt später mehrere Teiche in Schlegel und vereinigt sich im Kemmlitztal mit dem Dittelsdorfer Wasser, der wiederum vom Buchbergbach und dem Ziegelscheunenbach  gespeist wird. Etwa einen Kilometer weiter mündet der Kemmlitzbach unterhalb der ehemaligen Flachsspinnerei bei Rosenthal in die Lausitzer Neiße. Da dieser Bach hauptsächlich zur Entwässerung landwirtschaftlicher Nutzflächen dient, unterliegt sein Wasserstand starken Schwankungen. Dies führte in der Vergangenheit oft zu Hochwassern und Überschwemmungen.

## Geologie

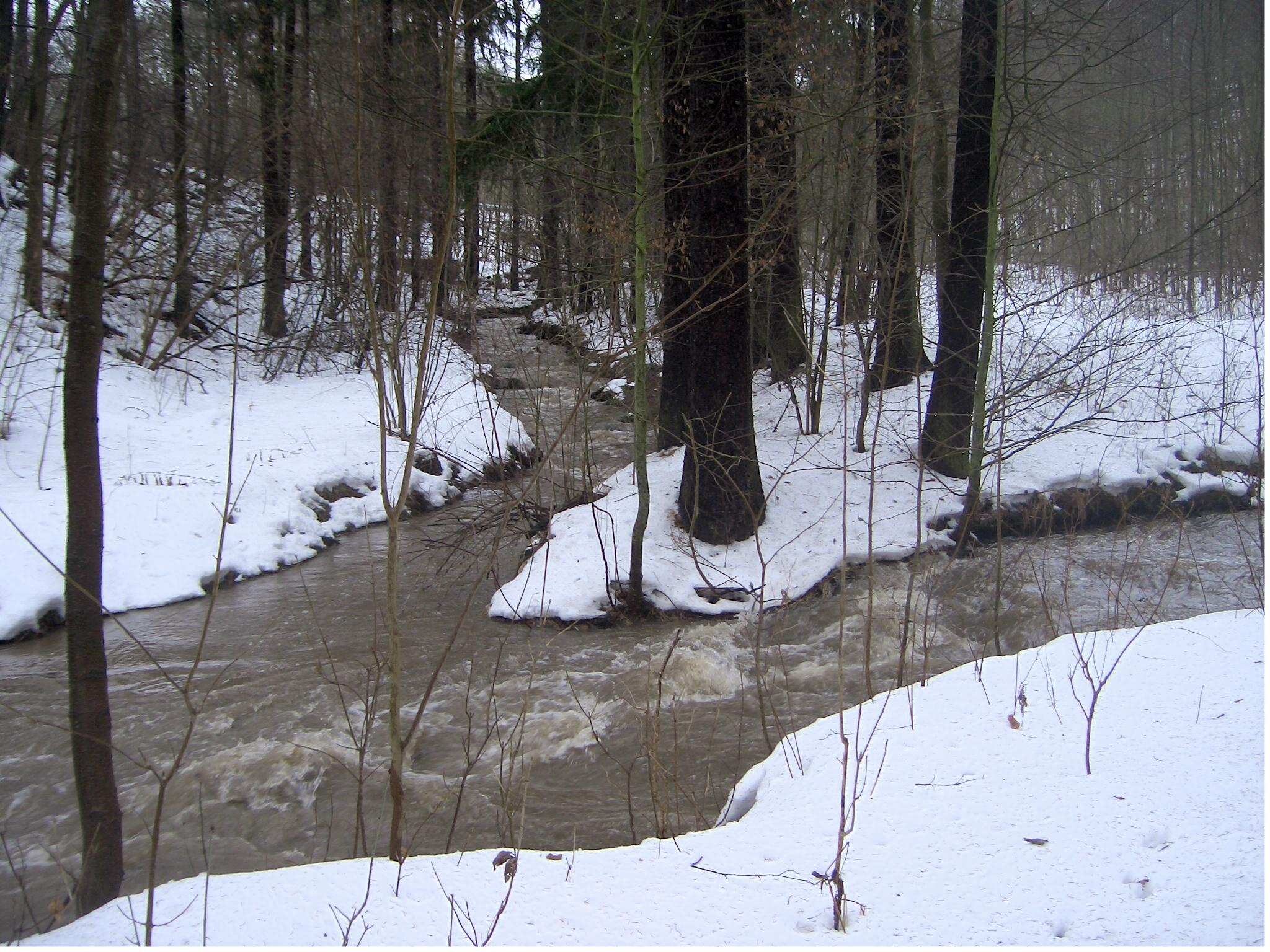
Im Kemlitztal

Der Untergrund des Bachs besteht im Wesentlichen aus Rumburger Granit, in den sich das Flussbett etwa 20 bis 30 Meter tief hineingesägt und so das Kemmlitzbachtal gebildet hat. Der Granit kann in mehreren verlassenen Steinbrüchen am Uferhang entdeckt werden, weiterhin finden sich blaue Quarze mit eingelagerten Rutilnadeln.

## Flora und Fauna
Entlang des Baches verläuft eine schmale Bachaue, die zusammen mit dem Hangwald ein Schutzgebiet bildet. Der Wald besteht hauptsächlich aus Bergahorn, Eschen, Grau-Erlen und Weiden. Weitere charakteristische Pflanzen sind Kälberkröpfe, Süße Wolfsmilch, Großes Springkraut, Steifhaariger Löwenzahn, Geflecktes Johanniskraut und Wald-Geißbart. An den Steilhängen wachsen größtenteils Ahorn, Esche und die Quirlblättrige Weißwurz.
Das Tal des Kemmlitzbaches ist der Lebensraum mehrerer streng geschützter Tierarten und gehört zum FFH-Gebiet Neißegebiet. Es sind hier die Fledermausarten Großes Mausohr und die gefährdete Mopsfledermaus heimisch.

## Besonderheiten

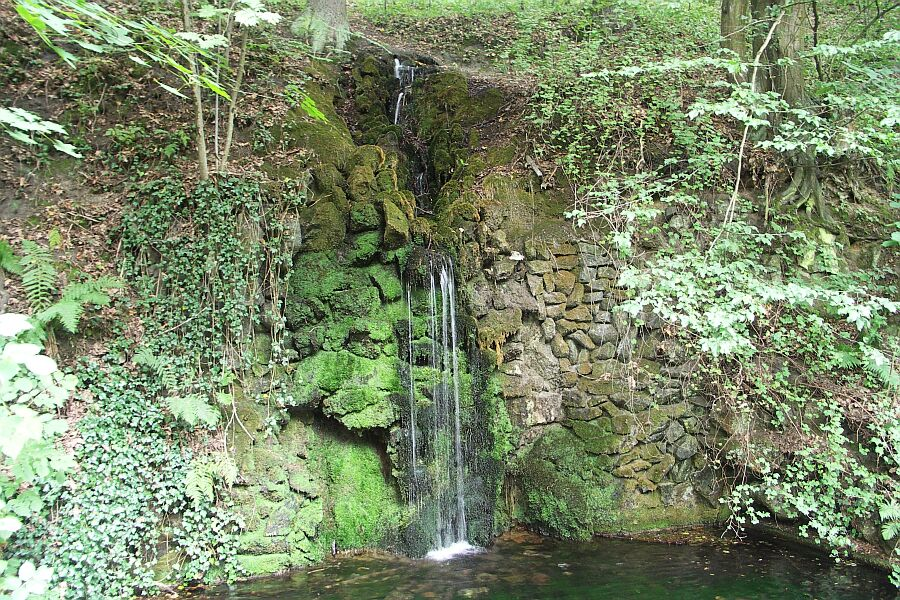
Künstlicher Wasserfall

Das Durchbruchstal des Baches zwischen Schlegel und Rosenthal wird von Granitfelsen gesäumt, die die Talsohle um bis zu 30 m überragen und an denen die Reste früheren Steinbruchbetriebs deutlich sichtbar sind. Die Breite des Talbodens schwankt von 17 m an Engstellen bis zu 65 m in Weitungen. An der Mündung des Dittelsdorfer Wassers, wo der Bach von der Bundesstraße 99 überbrückt wird, erreicht sie etwa 100 m. Im nördlichen Teil des Durchbruchstales liegen mehrere ausgekolkte Felsblöcke im Bachbett. Unterhalb der Teufelsnase - eines spitzen Felsens, der nicht mit dem gleichnamigen Fels im Neißetal an der polnischen Grenze zu verwechseln ist - befand sich der Kinderstein; der Felsblock wurde um 1970 gesprengt.
Der südliche Teil des Durchbruchstales wurde oberhalb der Flachsspinnerei Hirschfelde H. C. Müller nach dem 1880–1882 erfolgten Bau des neuen Verwaltungsgebäudes im Tudorstil durch den Unternehmer Heinrich Müller parkähnlich gestaltet. Der linksseitig des Baches gelegene Geierstein, eine sich 22,5 m über der Talsohle erhebende Felsspitze, wurde zum Aussichtspunkt ausgebaut, zu dem in den Fels gehauene Treppen aus dem Tal und Pfade von Rosenthal führten. Auf der mit Steinplatten gestalteten Aussichtsplattform befand sich eine Hütte, die noch in den Messtischblättern von 1930er eingezeichnet ist. Rechtsseitig über dem Steilhang wurde das vom Schlegler Feld abfließende Wasser seit 1845 in zwei Behälter gefasst und als Trink- und Brauchwasser zur Flachsspinnerei geleitet. Das aus dem Überlauf des unteren Hochbehälters abfließende Wasser ließ Heinrich Müller nicht einfach den Hang herunter laufen, sondern gegenüber dem Geierstein einen künstlichen Wasserfall anlegen.
Auf dem breiten Talboden zwischen Geierstein und Wasserfall begann im Juni 1944 unter dem Decknamen Jakob II der Bau einer Treibstoff-Destillieranlage für das ASW-Braunkohlenwerk Hirschfelde, sie blieb zum Ende des Zweiten Weltkrieges unvollendet. Die Anlage blieb auch nach dem Ende des Zweiten Weltkrieges erhalten; einige der stabilen Stahlbetontanks erhielten zu DDR-Zeiten eine neue Nutzung als Schießstand bzw. Pyrotechnik-Auslieferungsdepot, außerdem wurden auf dem Gelände Schrebergärten angelegt.
Heute führt der gelb markierte Wanderweg Hirschfelde - Leutersdorf durch die Kemmlitz. Das Tal des Kemmlitzbaches ist touristisch unerschlossen. Hinweistafeln sind nicht vorhanden. Der Aufstieg zum Geierstein ist in einem ungepflegten Zustand und kaum frequentiert, da der Felsen wegen des hohen Baumbewuchses keine Aussicht mehr bietet.